# Doleschallia herrichi
Doleschallia herrichi är en fjärilsart som beskrevs av Butler 1875. Doleschallia herrichi ingår i släktet Doleschallia och familjen praktfjärilar. Inga underarter finns listade i Catalogue of Life.